# Machimus agilis
Machimus agilis är en tvåvingeart som först beskrevs av Christian Rudolph Wilhelm Wiedemann 1828.  Machimus agilis ingår i släktet Machimus och familjen rovflugor. Inga underarter finns listade i Catalogue of Life.